# 스즈키 가쓰미
스즈키 가쓰미(일본어: 鈴木 克美, 1969년 4월 21일 ~ )는 일본의 전 축구 선수이다.

## 구단 경력
과거 몬테디오 야마가타에서 활동하였다.